# Groupe Coutant
Le Groupe Coutant conçoit, réalise et gère des aquariums publics, et crée des scénographies environnementales. Le groupe est fondé par René Coutant au début des années 1960. Ses héritiers ont conservé 20 % des parts après sa cession en 2016.

## Historique
Après la Seconde Guerre mondiale, René Coutant (1910-1984) - paysagiste, fleuriste et décorateur floral - ouvre un dépôt de graines à Saintes. Au fond de son magasin, il invente les premiers aquariums d'eau de mer à circuit fermé. Dans les années 1950, il crée des aquariums et des viviers qui alimentent les commerces de La Rochelle et de ses environs. Le premier client de l'entreprise est le restaurateur Jacques Le Divellec qui recherche une solution pour prolonger la fraîcheur de ses homards. Son réseau atteint ensuite la grande distribution. Dans les années 1970, l'entreprise s'oriente vers les aquariums publics, de la rénovation (comme à Monaco) à la construction (La Rochelle en 1988). L'entreprise développe également de nouvelles techniques de filtrage de l'eau. L'aquarium de La Rochelle inauguré en 1988 devient le plus grand de France. René Coutant prend sa retraite en 1975, laissant les rênes de sa société à ses enfants Roselyne et Pascal, puis décède 10 ans plus tard en 1984.
À partir des années 1990, l'entreprise Coutant conçoit ses aquariums selon les espèces destinées à les habiter. L'entreprise se voit confier l'ingénierie de l'aquarium de Barcelone en 1994, puis réalise ceux de Madrid en 1995 et Tunis en 1996. En 1996, son chiffre d'affaires est de 50 millions de francs pour un effectif de 20-40 employés. Coutant lance les opérations Observateurs des pertuis, La mer n'est pas une poubelle, et SOS mer propre avec le parrainage de Nicolas Hulot. Coutant crée aussi le Centre d'études et de soins pour les tortues marines (CESTM) en partenariat avec le ministère de l'Écologie.
En 2008, l'entreprise conçoit l'aquarium fluvial de l'exposition spécialisée de Saragosse En octobre 2009, le groupe Coutant empoche un contrat d'un total de 11,2 millions d'euros pour la réalisation de l'aquarium de Djedda en Arabie Saoudite, et la rénovation de celui de Klaipeda en Lituanie. À l'aube 2010, Coutant est intervenu sur la quasi-totalité des aquariums français, et 80% de son activité est à l'international. L'entreprise enregistre un chiffre d'affaires de 10 millions d'euros pour 50-70 salariés.
En novembre 2013, Roselyne et Pascal Coutant passent la main à leurs enfants respectifs, Ambre et Mathieu. En septembre 2014, le groupe Coutant signe un contrat de 5 millions d'euros avec la ville de Grenade en Espagne pour la construction d'un aquarium géant.
En 2016 les héritiers Ambre Benier et Mathieu Coutant cèdent 80 % de leur parts à deux industriels : Marc Geiger et Bertrand Cointy,. 
En 2018 un impayé sur un chantier du Koweït mets l'entreprise en difficulté. Le 31 mai 2018, l'Usine Coutant est placée en redressement judiciaire, puis en liquidation judiciaire le 2 janvier 2019,.
En mars 2019, deux anciens cadres, Jérôme Cuchet et Bertrand Marceau,  décident de relancer la fabrication de viviers destinés à la poissonnerie, restauration et des bassins grands volumes pour les aquariums publics . La nouvelle société porte le nom d'Aqua Story,. 

## Réalisations
| Pays               | Ville                    | Nom                                                       |
| ------------------ | ------------------------ | --------------------------------------------------------- |
| France             | Brest                    | Océanopolis                                               |
| France             | Monaco                   | Musée océanographique de Monaco                           |
| France             | La Rochelle              | Aquarium La Rochelle                                      |
| France             | Cherbourg                | La Cité de la Mer                                         |
| France             | Saint-Ours (Puy-de-Dôme) | Vulcania                                                  |
| France             | Antibes                  | Marineland d'Antibes                                      |
| France             | Biarritz                 | Musée de la Mer                                           |
| France             | Le Grau-du-Roi           | Seaquarium                                                |
| France             | Montpellier              | Mare Nostrum                                              |
| France             | Guadeloupe               | Aquarium de Guadeloupe                                    |
| France             | Lyon                     | Aquarium de Lyon                                          |
| Espagne            | Barcelone                | Aquarium de Barcelone                                     |
| Espagne            | Baléares                 | Palma Aquarium                                            |
| Espagne            | Saragosse                | Aquarium de l'exposition spécialisée de Saragosse de 2008 |
| Espagne            | Séville                  |                                                           |
| Espagne            | Gijon                    |                                                           |
| Espagne            | Madrid                   | Faunia                                                    |
| Espagne            | Saint-Sébastien          |                                                           |
| Espagne            | Valence                  | L'Oceanogràfic                                            |
| Espagne            | Grenade                  | Biodome                                                   |
| Grèce              | Chersónissos             | Cretaquarium                                              |
| Grèce              | Kavala                   |                                                           |
| Arabie Saoudite    | Jedda                    | Fakieh Aquarium                                           |
| Portugal           | Lisbonne                 | Oceanario                                                 |
| Nouvelle-Calédonie | Nouméa                   | Aquarium des lagons                                       |